# Cardigan (Galles)

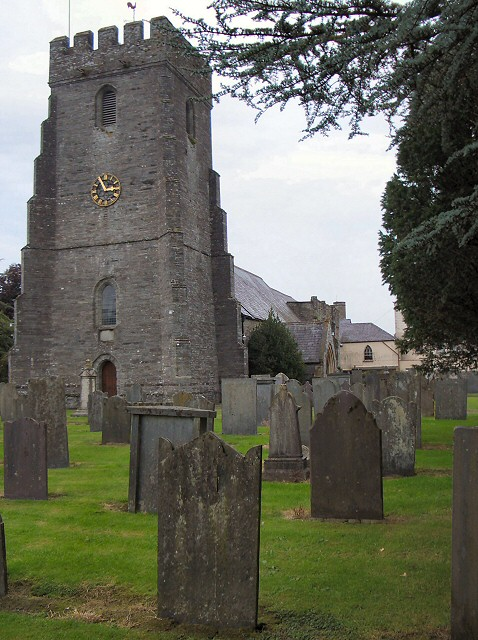
Cardigan: St. Mary's Church

Cardigan  (in gallese: Aberteifi; 4.200 ab. ca.) è una cittadina della costa sud-occidentale del Galles,  affacciata sulla baia omonima (Cardigan Bay) ed appartenente, dal punto di vista amministrativo, alla contea di Ceredigion (un tempo: Cardiganshire).

È situata lungo l'estuario dal fiume Teifi (da cui il nome in gallese: Aberteifi).

## Geografia fisica

### Territorio
Cardigan si trova nella parte meridionale della costa di Ceredigion, al confine con la contea del Pembrokeshire, all'incirca a metà strada tra Aberaeron e Fishguard (a sud-ovest della prima e a nord-est della seconda) da cui dista rispettivamente ca. 35 e 30 km.

## Monumenti e luoghi d'interesse
- Castello di Cardigan
- Chiesa di Santa Maria (St. Mary's Church)

## Società

### Lingue e dialetti
Nel corso del censimento del 2001, circa il 70% della popolazione della città si è dichiarato in grado di parlare e comprendere la lingua gallese.

## Galleria d'immagini

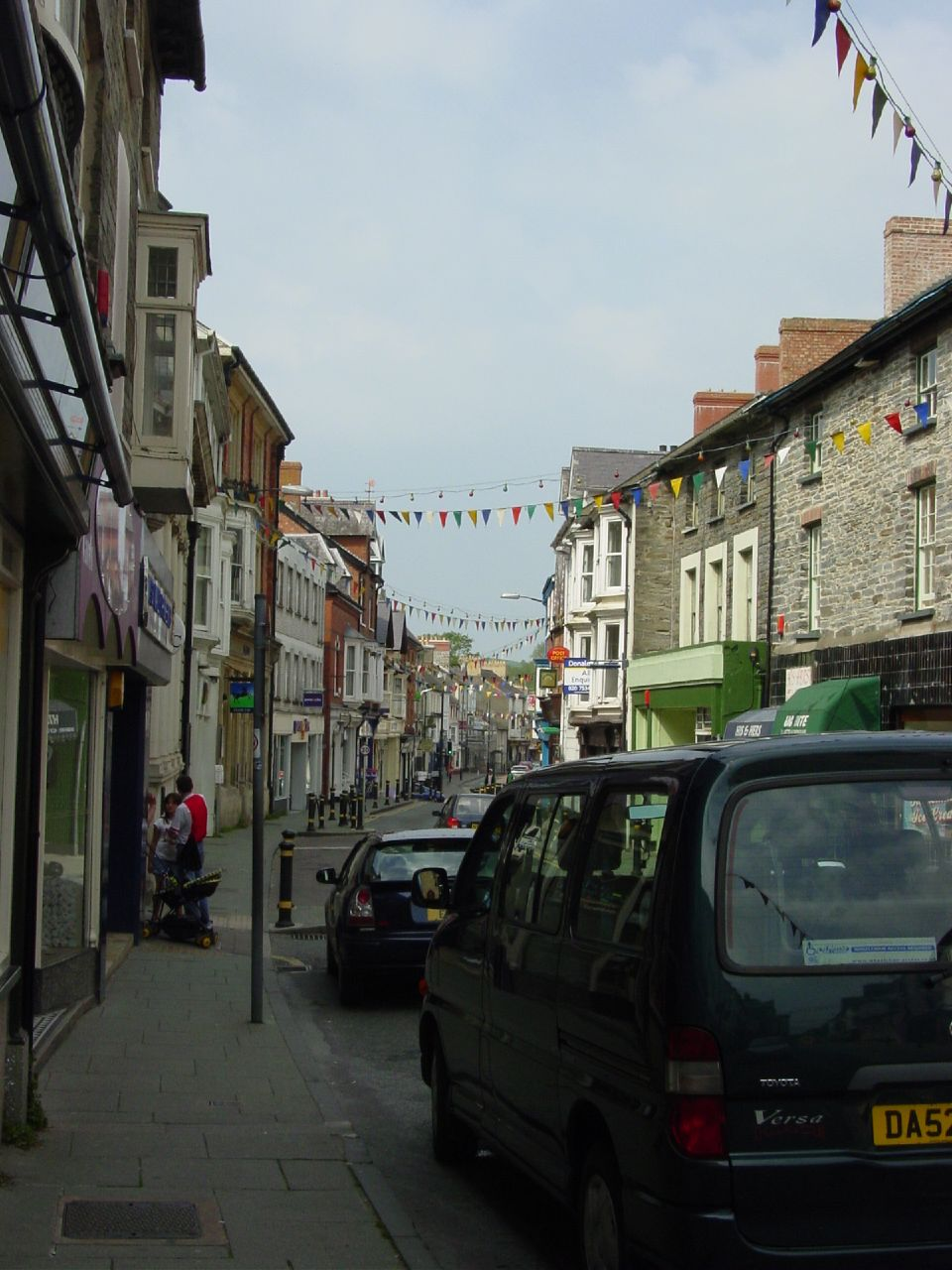
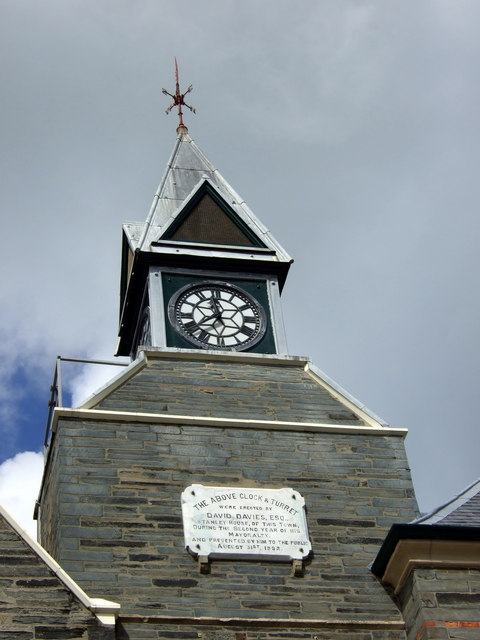
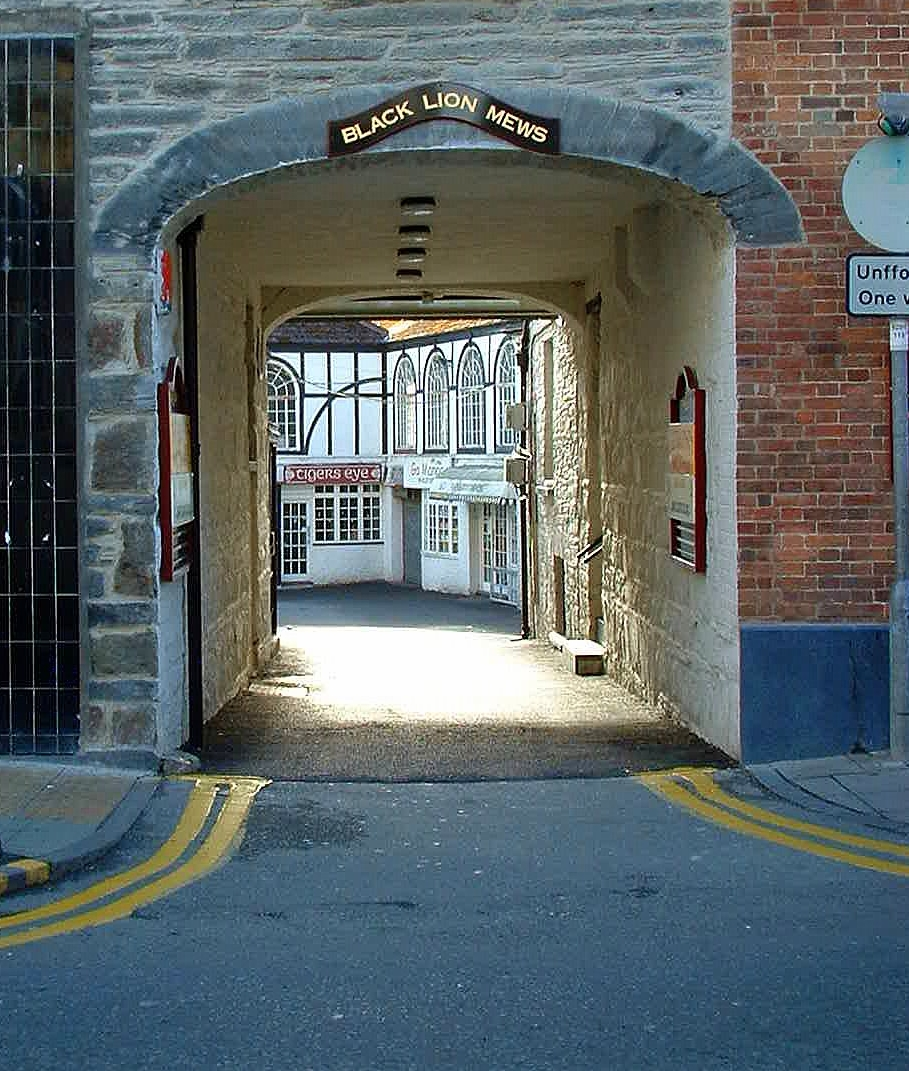